# PAX6
Il gene paired Box 6, conosciuto come PAX6, è un gene presente nel genoma di molti animali tra cui anche l'uomo, e trascrive per la proteina Pax-6 nota anche come proteina aniridia di tipo II (AN2) o oculorombina.
PAX6 è il più studiato tra i geni PAX, è considerato un gene "master" per lo sviluppo degli occhi e di altri organi sensoriali, così come di alcuni tessuti nervosi ed epidermici e di altre strutture omologhe solitamente derivati da tessuto ectodermico. 
Pax-6 è un fattore di trascrizione genica presente durante lo sviluppo embrionale contenente due differenti siti di legame per il DNA. Il gene PAX-6, attivando e/o disattivando l'espressione di pattern genici, regola il corretto sviluppo cerebrale, oculare e olfattivo.

## Funzione
Pax-6 funge da regolatore e da modello di coordinamento per la differenziazione e la proliferazione nei processi di neurogenesi e oculogenesi affinché questi si svolgano correttamente. Come fattore di trascrizione, Pax-6 agisce a livello molecolare nella segnalazione e nella formazione del sistema nervoso centrale.
Pax-6 è caratterizzata da un dominio di legame bipartito: il dominio associato PD e l'omodominio HD. Questi partecipano in maniera diversa nei processi di segnalazione e regolazione delle funzioni specifiche di Pax-6. Alcuni studi, infatti, hanno mostrato che il dominio HD è coinvolto nella formazione della retina e della lente nell'oculogenesi, mentre quello PD è implicato nello sviluppo cerebrale durante la neurogenesi. I domini HD e PD agiscono, comunque, in stretto coordinamento, dando a Pax-6 la sua natura multifunzionale nella formazione del SNC. 
Anche se molte funzioni di Pax-6 sono note, i meccanismi molecolari rimangono in gran parte irrisolti.
Le funzioni della proteina Pax-6 sono altamente conservate nelle specie bilaterali, per esempio Pax-6 di topo, in Drosophila melanogaster, può indurre lo sviluppo oculare; inoltre, nell'uomo e nel topo, la sequenza amminoacidica di Pax-6 è identica.
Le mutazioni di tale gene influenzano negativamente lo sviluppo dell'occhio, portando a situazioni patologiche come Aniridia, cioè l'assenza dell'iride, o Anomalia di Peter caratterizzata da assottigliamento ed offuscamento della cornea. Mediante la creazione di un modello knockout per il gene PAX6 si è visto che esso risulta fondamentale per un corretto sviluppo oculare in quanto la rimozione di tale gene determina un fenotipo con occhi poco sviluppati o del tutto assenti.

## Distribuzione nelle specie
L'organizzazione genomica del locus di PAX6 varia in modo considerevole tra le specie: cambiano infatti il numero e la distribuzione degli esoni, gli elementi cis-regolatori e i siti di inizio della trascrizione. I primi studi sull'organizzazione genomica sono stati compiuti su linee cellulari di quaglia, tuttavia la mappatura del locus di topo è attualmente la più completa. Questo consiste di 2 promotori confermati (P0 e P1), 16 esoni e almeno 6 enhancer. I 16 esoni sono numerati da 0 a 13 più l'esone α situato tra gli esoni 4 e 5, e l'esone 5a che subisce splicing alternativo. Ogni promotore è associato al proprio esone prossimale (l'esone 0 per P0, l'esone 1 per P1) con il risultato che i trascritti possono subire splicing alternativo al 5'UTR.
PAX6 nei vertebrati codifica almeno per tre diverse isoforme della proteina: PAX6, PAX6(5a), e PAX6(ΔPD). La proteina PAX6 canonica contiene un dominio paired all'N-terminale, collegato da una regione linker a un omeodominio paired-like e un dominio ricco di prolina/serina/treonina (P/S/T) al C-terminale. Il dominio paired e l'omeodominio paired-like hanno entrambi attività di legame al DNA, mentre il dominio ricco di P/S/T possiede una funzione di transattivazione. PAX6(5a) è il prodotto dello splicing alternativo dell'esone 5a che risulta nell'inserzione di 14 residui nel dominio paired che altera la specificità dell'attività di legame al DNA. La sequenza nucleotidica che corrisponde alla regione linker codifica un set di tre codoni con siti d'inizio traduzione alternativi, originando così la terza isoforma di PAX6. Collettivamente conosciuti come isoforme PAX6(ΔPD) o isoforme pairedless, questi tre prodotti genici mancano tutti del dominio paired. Le proteine PAX6(ΔPD) possiedono un peso molecolare di 43, 33, o 32kDa, a seconda di quale codone d'inizio viene usato. La funzione di transattivazione di PAX6 è stata attribuita al dominio C-terminale ricco di P/S/T di lunghezza variabile (arriva a 153 residui nelle proteine di uomo e di topo).
In Drosophila Melanogaster vi sono quattro forme ortologhe di Pax6: eyeless (ey), twin of eyeless (toy), eyegone (eyg), twin of eyegone (toe). Si ritiene che i prodotti genici di eyeless (ey) e di twin of eyeless (toy) abbiano funzione omologa all'isoforma canonica di Pax-6 nei vertebrati, mentre eyegone (eyg) e twin of eyegone (toe) mostrano funzione omologa a quella dei prodotti dello splicing alternativo Pax-6 (5a). Eyeless e eyegone sono stati chiamati così per il fenotipo che producono quando sono mutati.

## Isoforme
PAX6 nei vertebrati codifica almeno per tre diverse isoforme della proteina: PAX6, PAX6(5a), e PAX6(ΔPD). La proteina PAX6 canonica contiene un dominio paired all'N-terminale, collegato da una regione linker a un omeodominio paired-like e a un dominio ricco di prolina/serina/treonina (P/S/T) al C-terminale. Il dominio all'N-terminale e l'omeodominio, hanno entrambi attività di legame al DNA, mentre il dominio ricco di P/S/T, possiede una funzione di transattivazione.
PAX6(5a) è il prodotto dello splicing alternativo dell'esone 5a che comporta l'inserzione di 14 residui al dominio N-terminale alterandone la specificità di legame al DNA. PAX6(ΔPD) comprende a sua volta tre isoforme, derivanti dalla presenza di tre diversi codoni di inizio traduzione a livello della regione linker; tali prodotti sono tutti caratterizzati dall'assenza del dominio paired. A seconda del frame di lettura utilizzato, ogni proteina ha un caratteristico peso molecolare: 43, 33 e 32 kDa.